# David Silverman (activista)
David Silverman (n. 13 de agosto de 1966) es un activista estadounidense a favor de los derechos de los ateos y expresidente de la organización American Atheists.
Nacido en el seno de una familia judía, Silverman se volvió ateo a los seis años. Su activismo en favor de los derechos de los ateos se inició en 1997.

## Activismo en American Atheists
En 1996 se unió a American Atheists y laboró en varios puestos incluyendo la de director en el estado de Nueva Jersey, director de comunicaciones, y vicepresidente. En 2004, pasó a formar parte integral como empleado de la organización. Fue nombrado presidente de esa organización el 16 de septiembre de 2010, como sucesor del Dr. Ed Buckner.

### Entrevista en Fox News
A partir de 2010, Silverman comenzó a publicar carteles panorámicos cada Navidad con mensajes ateos, lo que, posteriormente derivó en una célebre entrevista de Fox News con el presentador conservador cristiano Bill O'Reilly en el programa de derecha The O'Reilly Factor, el 4 de enero de 2011. Durante la charla, O'Reilly le increpó a Silverman:
O'Reilly: Te diré por qué [la religión] no es una estafa, en mi opinión. La marea sube, la marea baja. No es difícil de entender. No puedes explicar eso. No se puede explicar por qué sube la marea.

Silverman (perplejo): ¿La marea sube, la marea baja?

O'Reilly: El agua... la marea... sube y baja. Siempre sube, luego baja... Tú no puedes explicar eso. No puedes explicarlo.
La expresión facial de Silverman después de esta declaración fue la inspiración del meme conocido como Are You Serious?
Las campañas de Silverman permitieron elevar el número de adherentes y de donaciones a la organización.

### Destitución
El 13 de abril de 2018, Silverman fue destituido como presidente de American Atheists durante una investigación interna sobre alegaciones de agresión sexual y conflictos de interés financieros no revelados.